# Askola kyrka
Askola kyrka (finska: Askolan kirkko) är en träkyrka i Askola i det finländska landskapet Nyland. Kyrkan färdigställdes 1799 och är Askola församlings andra kyrka. Kyrkan är ritad av arkitekt Mats Åkergren. Askola kyrka har sittplatser för cirka 700 personer. Klockstapeln, också ritad av Åkergren, färdigställdes 1800. Den första kyrkan i Askola var från 1600-talet men den revs eftersom man ansåg att den var för liten och i dålig skick. Askola församling var en kapellförsamling till Borgå från och med 1639. Församlingen blev självständig år 1898. 

## Arkitektur och inventarier
Askola kyrka är en korskyrka. Kyrkan målades röd år 1802. Vid en renovering i slutet av 1800-talet målades kyrkan vit.

Askolas kyrkklocka tillverkades i Stockholm år 1704 och den härstammar från den första kyrkan. Ursprungligen fanns det två kyrkklockor i klockstapeln. I den mindre klockan som kvarstår finns text som lyder:
»GUDS NAMP[N] TILL ÄHRA OCH ASCULA CAPEL TILL PRIDNAT ÄHR DENNE KLOCKA GUTE[N].» 

»GLORIA IN EXCELSIS DEO ME FECIT HOLMIÆ GERHARDT MEYER ANNO 1704.» 
I den större klockan fanns texten:
»TULKAT HERRAN CANSA IA
CUULKAT HERRAN SANOIA» 
»Askolan kirkon kello vallettu
vuonna 1753 duomio provastin
Gabriell Forteliuxen ia seuracun

nan custanuksella»

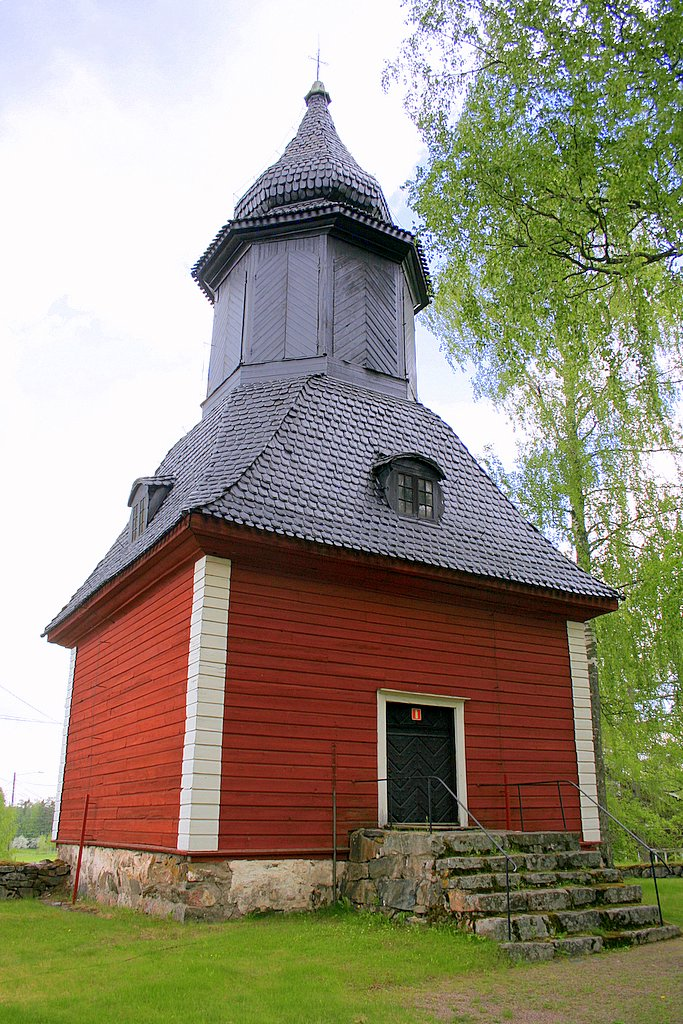
Askola kyrkans klockstapel.

Det finns två orglar i kyrkan. Den äldre orgeln med 11 stämmor byggdes år 1892 av Kangasala orgelfabrik. Den nyare orgeln med 17 stämmor skaffade församlingen år 1973 från orgelfabriken Hans Heinrich. 
Altarskranket härstammar från 1600-talet. Kyrkans altaruppsättning består av tre målningar; Kristus vid Olivberget, Himmelsfärden och Måln. Tavlorna är målade av J. P. Kihlmarck men man vet inte exakt när. Den största tavlan har en text som säger att tavlan har målats eller restaurerats år 1803. 
Den historiskt mest värdefulla objekten är predikstolen i barockstil, som tidigare satt i den första kyrkan. Enligt historiken Lauri Heiman hämtades predikstolen från Tyskland under det Trettioåriga kriget. Predikstolen donerades först till Borgå domkyrka och fördes senare till Askola. Predikstolens korg bärs av Sankt Kristoforos. 
I kyrksalens valv finns geometriska målningar av Bruno Tuukkanen, Harry Rönneholm och Toivo Vikstedt.
Framför kyrkan finns ett hjältegravsområde med arkitekt Jaakko Paatelas granitminnesmärke från år 1949.